# The Flaming Sword
The Flaming Sword er en amerikansk stumfilm fra 1915 af Edwin Middleton.

## Medvirkende
- Lionel Barrymore - Steve
- Jane Grey - Meera Calhoun
- Edith Diestel
- Mrs. Middleton
- Glen White